# Isostenúria
Isostenúria refere-se à excreção de urina cuja gravidade específica (concentração) não é nem maior (mais concentrada) nem menor (mais diluída) do que a do plasma livre de proteínas, tipicamente 1.008-1.012.  A isostenúria reflete danos nos túbulos renais ou na medula renal.[carece de fontes?]

## Significado clínico
A isostenúria pode ser vista em situações de doença como insuficiência renal crônica e aguda em que os rins não têm capacidade de concentrar ou diluir a urina e assim o filtrado inicial do sangue permanece inalterado apesar da necessidade de conservar ou excretar a água com base no estado de hidratação do corpo.
O traço falciforme, a forma heterozigota da anemia falciforme, apresenta quadro hematológico normal, mas está associado à isostenúria. 